# Domenico Bartolucci
Pour les articles homonymes, voir Bartolucci.
Domenico Bartolucci (né le 7 mai 1917 à Borgo San Lorenzo, en Toscane et mort le 11 novembre 2013 à Rome) est un cardinal italien de l'Église catholique. « Maître perpétuel » du Chœur pontifical de la chapelle Sixtine et membre de l'Accademia nazionale di Santa Cecilia, il s'est fait connaître dans le monde de la musique à la fois comme compositeur et comme chef de chœur.

## Biographie
Domenico Bartolucci entre très jeune au séminaire de Florence où il est recruté en tant que cantore (chantre-choriste).
À la mort de son maître Bagnoli, il lui succède comme directeur de la chapelle de la cathédrale de Florence. Au cours de ces années, il commence à composer ses premières messes, ses premiers motets, des pièces pour orgue, des madrigaux et de la musique de chambre.
En 1942, il se rend à Rome pour approfondir ses connaissances en musique sacrée. Après avoir été chef de chœur adjoint à la basilique Saint-Jean-de-Latran, il est nommé maître de chapelle à la basilique Sainte-Marie-Majeure en 1947. En 1952, il est nommé chef assistant du Chœur pontifical de la chapelle Sixtine, auprès de Lorenzo Perosi. À la mort de Perosi en 1956, Pie XII lui confie la charge de « Direttore Perpetuo » (directeur perpétuel) de ce chœur prestigieux.
À l'approche du concile Vatican II, la situation de ce chœur est incertaine, mais elle est assainie par l'implication personnelle de Bartolucci et l'intérêt que lui porte le pape Jean XXIII. Bartolucci était opposé à l'abandon du latin et à l'impact d'un tel abandon sur le répertoire de musique sacrée en usage au cours des célébrations. Ses références majeures en ce domaine sont la musique polyphonique de Palestrina et le chant grégorien.
Il reste à ce poste de maître de chapelle de la Sixtine jusqu'au 29 mai 1997, date à laquelle il est remplacé par Giuseppe Liberto.
Il est considéré comme un des meilleurs interprètes de Giovanni Pierluigi da Palestrina. Il a fait de nombreuses tournées de par le monde avec le chœur de la chapelle Sixtine et avec le chœur de l'Accademia nazionale di Santa Cecilia.
Il a de plus dirigé le chœur de la RAI (la Radio-télévision nationale italienne) et les principaux chœurs et orchestres italiens à Rome, Venise, Trieste ou Palerme.
En 2006, il a dirigé, à la demande du pape Benoît XVI, un concert dans la chapelle Sixtine au cours duquel a été créé le motet à six voix Oremus pro Pontifice nostro Benedicto, dédié au pape.
Il est créé cardinal par Benoît XVI lors du consistoire du 20 novembre 2010, sans avoir reçu auparavant la consécration épiscopale. Il reçoit le titre de cardinal-diacre attaché à l'église des SS. Nomi di Gesù e Maria in Via Lata. Âgé de plus de 80 ans, il ne participe pas au conclave de 2013.
Il est décédé le 11 novembre 2013, ses funérailles ont été célébrées par le cardinal Angelo Sodano, et les derniers rites par le Pape François.

## L'activité de compositeur
Bartolucci se consacre tout autant à l'enseignement et à la direction qu'à la composition. Le corpus de ses œuvres publiées comprend actuellement plus de quarante volumes avec des messes, des madrigaux, des motets, des pièces pour orgue et pour orchestre symphonique et de la musique de chambre… Mais c'est avant tout ses oratorios qui ont contribué à sa notoriété. Il faut aussi mentionner Brunellesco, un opéra en trois actes qui n'a pas encore été représenté.
Son style est marqué par l'influence de Lorenzo Perosi et d'Ildebrando Pizzetti. 
L'esthétique de ce compositeur est un hommage à la tradition musicale sur la base de laquelle se fonde une certaine austérité du chant, soutenu par une polyphonie claire et solide (préface de son premier livre de Motets).

## Décorations
Chevalier grand-croix de l'Ordre du Mérite de la République italienne, sur proposition du président de la République, Rome, 1er août 1994
 Chevalier Grand-croix de l'Ordre équestre du Saint-Sépulcre de Jérusalem
 Bailli grand-croix de l'ordre souverain de Malte, Rome, 28 mai 2013

## Sources
- (it) Cet article est partiellement ou en totalité issu de l’article de Wikipédia en italien intitulé « Domenico Bartolucci » (voir la liste des auteurs).